# 不正指令電磁的記録に関する罪
不正指令電磁的記録に関する罪（ふせいしれいでんじてききろくにかんするつみ）は、コンピュータウイルスを作成する行為等を内容とする犯罪（刑法168条の2および168条の3）。2011年の刑法改正で新設された犯罪類型である。

## 背景
サイバー犯罪条約加盟のために国内法の整備が必要となったため、2004年に刑法等改正案が提出されたが、同時に共謀罪を処罰するための組織的な犯罪の処罰及び犯罪収益の規制等に関する法律（組織犯罪処罰法）改正も含まれており、共謀の範囲が不明確で処罰範囲が広がるとの懸念がされていた。
このため、長期にわたって継続審議になっていたが、2011年の通常国会に、従来の改正案のうち共謀罪の部分を削除して提出し、同年6月に改正案が成立、7月14日から施行された。

## 不正指令電磁的記録作成等
刑法168条の2第1項各号に掲げられた電磁的記録とは、典型的には、コンピュータウイルス等のマルウェアが想定されているため、「ウイルス作成罪」ともよばれる。
ここでいう反意図性は、「当該プログラムについて一般の使用者が認識すべき動作と実際の動作が異なる場合」に肯定される。
また、ここでいう不正性は、「電子計算機による情報処理に対する社会一般の信頼を保護し、電子計算機の社会的機能を保護する」という観点から、「社会的に許容し得ないプログラム」について肯定される。